# Euphorbia rosescens
Euphorbia rosescens là một loài thực vật có hoa trong họ Đại kích. Loài này được E.L.Bridges & Orzell mô tả khoa học đầu tiên năm 2002.